# Muk-bang
Muk-bang o mukbang (en hangul, 먹방; romanización revisada, meokbang; literalmente, «emisión comiendo») es un tipo de espectáculo en el que alguien emite o graba un vídeo para subirlo a internet o trasmitirlo en directo donde aparece ingiriendo grandes cantidades de comida, mientras va interactuando con su audiencia. Habitualmente hecho a través de un webcast (Afreeca, YouTube, Twitch, etcétera), el muk-bang se volvió muy popular en Corea del Sur a finales de los 2000.
Los protagonistas de los muk-bangs son conocidos como BJs, del inglés Broadcast Jockey. Los BJs interactúan con su audiencia mediante sistemas de chat en línea. Los más conocidos generan ingresos por su actividad, ya sea aceptando donaciones de sus seguidores o promoviendo productos específicos.

## Etimología
La palabra muk-bang viene de las palabras coreanas para "comer" (먹는; meokneun) y "emitir" (방송; bangsong).

## Historia
La cultura del muk-bang en internet empezó en 2009 en AfreecaTV. El fenómeno del muk-bang se convirtió en un interés más global después de que el dúo de entretenimiento estadounidense "The Fine Brothers" crearan un vídeo que enseñaba la reacción de personas occidentales a competiciones de muk-bang.

## Razones de su popularidad
Hay diversas explicaciones dadas por diferentes académicos eruditos. Jeff Yang, un crítico cultural asiático y americano y vicepresidente de la firma global de investigación Kantar Futures, dijo que el muk-bang ha tenido sus orígenes en "la soledad de [sur] coreanos solteros, además del aspecto intrínsecamente social de la comida en Corea [del Sur]", durante una entrevista con Quartz.
Kim-Hae Jin, doctor de la Universidad de Chosun, argumentó que uno puede satisfacer su deseo por la comida a través del otro. Los presentadores, que se autodenominan BJs ("Broadcast Jockeys"), interactúan con los espectadores que están mirando la transmisión mediante un chat. Los BJs a veces afirman que llegan a ser el "avatar" de la audiencia ya que pueden seguir exactamente lo que su público les pide que hagan.
Además sostiene en su artículo que "la televisión de comida incorpora los placeres indirectos de ver a alguien cocinar y comer; la emulsión del entretenimiento y la cocina; el embrollo de los roles de género tradicionales; y la ambivalencia hacia unos estándares culturales de cuerpo, consumo y salud...simultáneamente perpetúan el estrés de las expectaciones sociales".

## Variedades
Otros géneros de muk-bang incluyen los "cook-bang", shows en los que se cocina y se come.
Jugadores de videojuegos surcoreanos han a veces hecho muk-bangs como descansos durante sus largas transmisiones. La popularidad de esta práctica entre usuarios locales llevó al servicio de streaming Twitch.tv a crear la categoría "Social eating" en julio de 2016; dejando claro que esta categoría no es necesariamente específica al muk-bang, pero que deja el concepto abierto a interpretación por los streamers dentro de unas pautas.

## En los medios de comunicación
La popularidad del muk-bang ha inspirado diferentes variaciones y adaptaciones del concepto de comer durante una transmisión en directo. Esta tendencia ha continuado ganando visitas, creando estrellas y haciendo ganancias, atrapando el interés de los medios mainstream de manera doméstica e internacional. En Corea del Sur, hubo un drama llamado Let's Eat (Hangul: 식사를 합시다; RR: Siksareul Habsida) que se centraba en personas que fueron juntadas por su amor por la comida. En el drama, los personajes exploraban varios restaurantes y después de cada capítulo, la comida enseñada se convertía en una tendencia entre los espectadores jóvenes adultos, así como los restaurantes.
Emisoras de radio y televisión están buscando formas de capitalizar en este interés de otras formas. Happy Together, un programa de entretenimiento en Corea del Sur, tiene un segmento en el que celebridades invitadas cocinan y después comparten sus platos favoritos con el resto del reparto. JTBC, una cadena de televisión de Corea del Sur está también trabajando en una nueva variedad de programas. Están planeando una variedad que gire en torno a la comida llamada Girls Who Eat Well y quieren seleccionar a chicas de grupos populares de K-pop. La serie sur-coreana Infinite Challenge también ha exhibido el fenómeno.
Los medios de comunicación mainstream no son la única plataforma que hace muk-bangs. Por ejemplo, celebridades han hecho transmisiones en directo de muk-bangs para publicitar una marca de comida.
Los muk-bangs también han ganado un interés internacional gracias a las series de vídeos de YouTube "Youtubers React", en los que varios youtubers reaccionan a la tendencia sur-coreana y terminan haciendo su propio show.